# Aleurocanthus splendens
Aleurocanthus splendens es un hemíptero de la familia Aleyrodidae, con una subfamilia: Aleyrodinae. Fue descrita científicamente en 1976 por David & Subramaniam.